# Алън Грийнспан
Алън Грийнспан (на английски: Alan Greenspan) е американски икономист, дългогодишен ръководител на Федералния резерв на Съединените щати.

## Биография
Алън Грийнспан е роден в еврейско семейство в Ню Йорк през 1926 г. Завършва икономика в Нюйоркския университет през 1950 г.
След това работи като икономически консултант, като заема ръководни длъжности в компании. През 1950-те и 1960-те години е близък с Айн Ранд и философското течение на обективизма. Ръководи Съвета на икономическите съветници на президента Джералд Форд от 1974 до 1977 г.
Грийнспан е назначен за председател на Федералния резерв от Роналд Рейгън през 1987 г. и е преназначаван през 4 години до оттеглянето му на 31 януари 2006 г. Получава висока оценка за справянето си с Черния понеделник, когато фондовият пазар се срива малко след първото му назначение през 1987 г., както и с икономическия дот-ком бум през 1990-те години. Макар и подложен на критики от разни страни, той все още е смятан за водещ експерт по американската икономическа и парична политика.
Почетен гражданин е на Лондон.